# Olha Romanowska

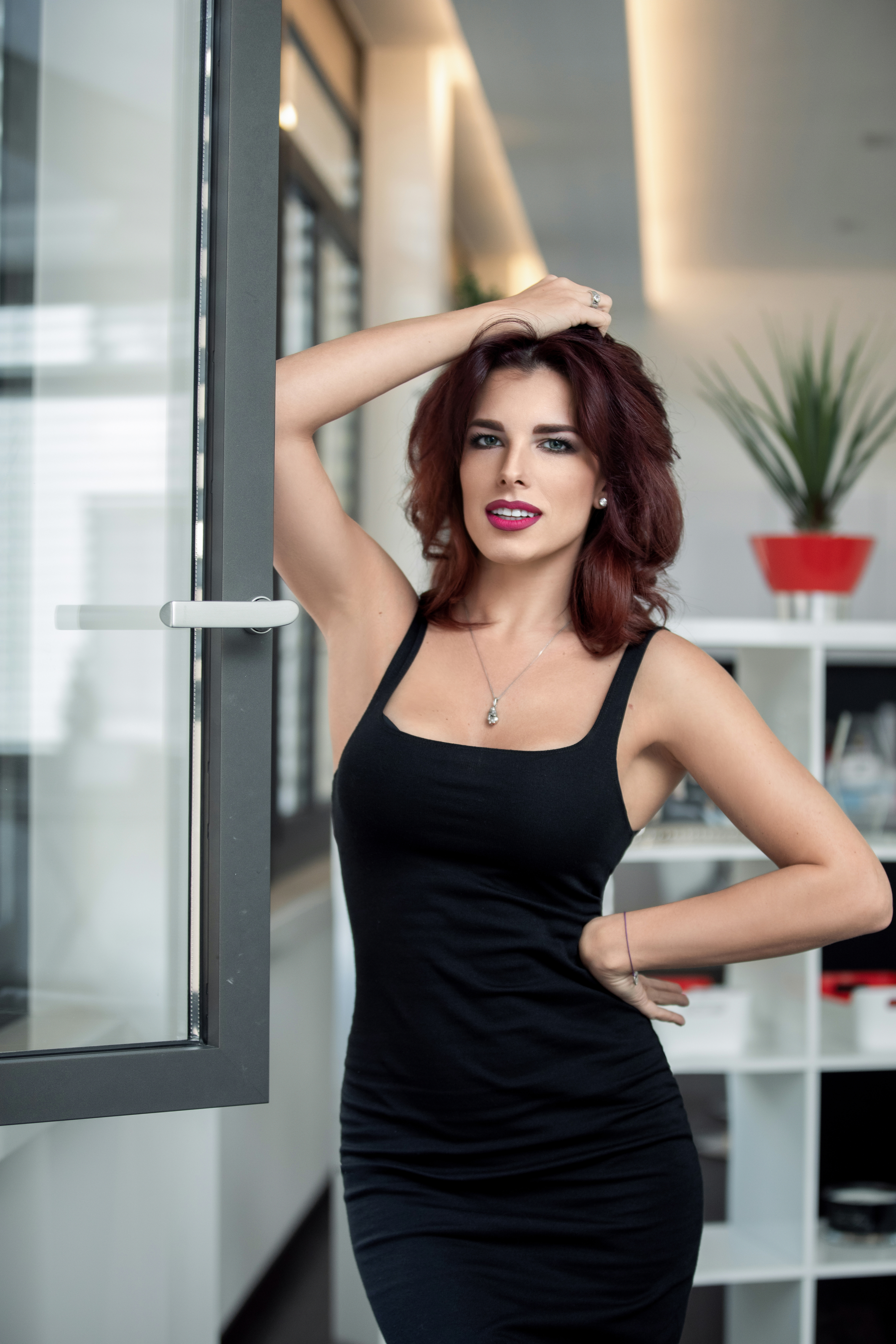
Olha Romanowska 2017

Olha Serhijiwna Romanowska (ukrainisch Ольга Сергіївна Романовська, auch Olga Koryagina; * 22. Januar 1986 in Mykolajiw) ist eine ukrainische Sängerin, Moderatorin und Modedesignerin, Fernsehmoderatorin und russische Journalistin.

## Werdegang
Größere Bekanntheit erreichte sie 2006, als sie Mitglied der ukrainisch-russischen Gruppe VIA Gra (international auch als Nu Virgos auftretend) wurde. Kurz darauf trennte sie sich jedoch von VIA Gra und startete ihre Solokarriere. 
2016 moderierte sie das Programm Revizorro auf dem Fernsehsender „Freitag!“.